# Apaúnia
Apaúnia (em latim: Apa(h)unia; em armênio: Ապահունիք, Apahunik’;[a] em georgiano: აპაჰუნისი, Ap’ahunisi) ou Apacune (em grego: Απαχουνη, Apakhounē), talvez a Bajunais dos árabes, segundo a Geografia de Ananias de Siracena (século VII), foi um gavar (cantão) da província de Turuberânia, na Armênia.

## Nome
O nome de Apaúnia pode ter se originado do não atestado Aparuni (*Aparhunik’), que pode estar associado aos apares (aparh) que habitam o sul da moderna Talixe.

## História

Expansão do território dos Arzerúnios. Apaúnia é um dos territórios roxos

Apaúnia compreendia uma área de 2 375 quilômetros quadrados com sede na cidade de Manzicerta. A planície do Murate se estende por ao menos Apaúnia e Arquena. Foi apanágio da família Apaúnio. Em 350, o marzobã do Azerbaijão Barsabores, sob pretexto de querer honrar o rei Tigranes VII (r. 339–350), foi chamado para ir caçar em Aliorsque, em Apaúnia. Durante um banquete que ofereceu ao rei, ordenou que o rei fosse preso com seu tesouro, esposa e o filho Ársaces. Em Dalarique, o rei foi cegado antes de ser levado ao Assuristão. Em meados do século V, Lázaro de Farpe e Eliseu, o Armênio citam um bispo local chamado Jeremias.
Em 591, o imperador Maurício recebeu vastas porções da Armênia sassânida em compensação da ajuda militar prestada ao xainxá Cosroes II (r. 590–628). Todos os distrito que compunham Turuberânia foram incluídos na província recém-fundada da Armênia Interior. Quando o Emirado Cáicida (r. 860–964) dominou a região ao norte do lago Vã, foi um de seus principais distritos. Em 979, as tropas lealistas que combatiam o rebelde Bardas Esclero em nome do imperador Basílio II (r. 976–1025) deram garantias ao príncipe georgiano Davi III de Tao (r. 966–1001) que o Império Bizantino cederia cantões na Armênia, incluindo Arquena e Apaúnia. Apesar disso, tais territórios não estavam em posse dos bizantinos e Davi teve de combater os muçulmanos locais para tomá-los.